# Гейзер (Монтана)
Гейзер (англ. Geyser) — переписна місцевість (CDP) в США, в окрузі Джудит штату Монтана. Населення — 78 осіб (2020).

## Географія
Гейзер розташований за координатами 47°15′48″ пн. ш. 110°29′34″ зх. д. / 47.26333° пн. ш. 110.49278° зх. д. (47.263323, -110.492692).  За даними Бюро перепису населення США в 2010 році переписна місцевість мала площу 2,31 км², уся площа — суходіл.

## Демографія
Згідно з переписом 2010 року, у переписній місцевості мешкало 87 осіб у 42 домогосподарствах у складі 26 родин. Густота населення становила 38 осіб/км².  Було 57 помешкань (25/км²).
Расовий склад населення:
| - 97,7 % — білих - 2,3 % — корінних американців |

До двох чи більше рас належало 0,0 %. Частка іспаномовних становила 0,0 % від усіх жителів.
За віковим діапазоном населення розподілялося таким чином: 14,9 % — особи молодші 18 років, 57,5 % — особи у віці 18—64 років, 27,6 % — особи у віці 65 років та старші. Медіана віку мешканця становила 50,7 року. На 100 осіб жіночої статі у переписній місцевості припадало 123,1 чоловіків;  на 100 жінок у віці від 18 років та старших — 131,2 чоловіків також старших 18 років.
Середній дохід на одне домашнє господарство  становив 34 300 доларів США (медіана — 30 500), а середній дохід на одну сім'ю — 44 397 доларів (медіана — 37 250). За межею бідності перебувало 18,8 % осіб, у тому числі 0,0 % дітей у віці до 18 років та 20,0 % осіб у віці 65 років та старших.
Цивільне працевлаштоване населення становило 40 осіб. Основні галузі зайнятості: будівництво — 45,0 %, освіта, охорона здоров'я та соціальна допомога — 30,0 %, сільське господарство, лісництво, риболовля — 17,5 %, транспорт — 7,5 %.